# DVK Gand
Le DVK Gand, fondé en août 1977, est un club de football féminin belge situé à Gand dans la province de Flandre-Orientale. En 1999, il cesse ses activités.

## Histoire
Créé sous le nom VK Tijl Dames Sint-Amandsberg, le club arrive en D1 en 1982. Le club va jouer huit saisons consécutives parmi l'élite. 
En 1983, il devient le Damesvoetbalklub Gand. 
En 1984, VK Tijl Dames Sint-Amandsberg fusionne avec Dames Evergem Center et devient le DVK Gand. En 1994, les Gantoises reviennent en D1 pour deux saisons. 
En 1998-1999, le DVK Gand est forfait général pour la saison en D2. Lors de l'été 1999, le club disparaît.

## Palmarès
- Champion de Belgique D2 (1) : 1994

### Bilan
- 1 titre